# 橘梨紗
橘 梨紗（たちばな りさ、1993年5月18日 - ）は、日本の元AV女優。
Fカップのバスト。美貌と肉厚のヒップ、清純さで人気女優であった。

## 経歴
山梨県出身。AVデビュー前の男性経験は17歳の時に彼氏ではない1人のみ。
「橘梨紗 AV debut」で2013年2月7日、SODクリエイトからAVデビューした。同作品は、DMMの月間DVDランキングで1位、Blu-ray Disc版が2位となった。デビュー作発売時点で、DMMの月間AV女優ランキングで1位となった。AVデビューと同日、ファースト写真集『Growing』も発売された。
7月6日発売予定だった「橘梨紗 緊縛中出し」がメーカー諸般の都合により、発売中止とされることが6月18日にSODから発表された。
その後、8月22日発売の「橘梨紗 引退」で引退することが明らかになった。

### 引退後
2014年8月23日、元国民アイドル・元アイドルグループ所属と銘打って営業として握手会・撮影会を行い、AV引退後初の活動を行なった。
2019年10月には、香港の媒体『東方日報』で「惜しまれて引退したAV女優一位」であると報道された。

## 作品

### アダルトビデオ
全作品メーカーはSODクリエイト。
2024年現在全作品が販売停止状態になっている。
| 発売日  | タイトル                          | 規格品番 |        |        |
| 2013年  | 2013年                            | 2013年   | 2013年 | 2013年 |
| ------- | --------------------------------- | -------- | ------ | ------ |
| 2月7日  | 橘梨紗 AV debut                   | STAR-409 |        |        |
| 3月7日  | 橘梨紗 AV debut 2nd 性欲開放4本番 | STAR-418 |        |        |
| 4月11日 | 橘梨紗 コスプレ連続激イキ         | STAR-424 |        |        |
| 5月9日  | 橘梨紗 超高級ソープ嬢             | STAR-433 |        |        |
| 6月6日  | 橘梨紗 ナマ派 初中出し解禁        | STAR-447 |        |        |
| 8月22日 | 橘梨紗 引退                       | STAR-467 |        |        |
| 2014年  |                                   |          |        |        |
| 2月6日  | 橘梨紗 LEGEND                     | STAR-497 |        |        |

### 写真集
- Growing（2013年2月7日、ソフト・オン・デマンド）ISBN 978-4-921218-94-2

## 受賞
- 第64回SOD大賞最優秀女優賞（2013年）[10]
- DMMアダルトアワード最優秀作品賞・通販部門（2014年、受賞作『橘梨紗 AV debut』）